# Plavání na otevřené vodě na mistrovství světa v plaveckých sportech 2005
Závody v plavání na otevřené vodě na mistrovství světa v plaveckých sportech za rok 2005 proběhly v Montréalu, Kanada 17. až 23. července 2005.

## Česká stopa
Česko reprezentovali 4 závodníci.
V závodě na 5 km žen startovalo 27 závodnic – Jana Pechanová (*1981) z KPSP Kometa Brno obsadila 5. místo. V plaveckém maratonu na 10 km žen startovalo 23 závodnic – Jana Pechanová (*1981) z KPSP Kometa Brno obsadila 8. místo. V závodě na 25 km žen startovalo 19 závodnic – Yvetta Hlaváčová (*1975) z VSK Univerzita Brno závod vzdala.
V závodě na 5 km mužů startovalo 32 závodníků – Jakub Fichtl (*1984) z SK Radbuza Plzeň obsadil 14. místo a Rostislav Vítek (*1976) z KPSP Kometa Brno 20. místo. V závodě na 25 km mužů startovalo 30 závodníků – Jakub Fichtl (*1984) z SK Radbuza Plzeň obsadil 16. místo a Rostislav Vítek (*1976) z KPSP Kometa Brno 17. místo.
V závodě tříčlenných družstev obsadila česká trojice (Pechanová, Fichtk, Vítek) po doplavání 5 km závodu 7. místo. Klasifikováno bylo 12 družstev.

## Výsledky

### Individuální disciplíny
| Muži                      | Zlato                   | Zlato     | Stříbro                  | Stříbro   | Bronz                   | Bronz     |
| ------------------------- | ----------------------- | --------- | ------------------------ | --------- | ----------------------- | --------- |
| 5 km                      | Thomas Lurz (GER)       | 51:17,2   | Charles Peterson (USA)   | 51:18,8   | Simone Ercoli (ITA)     | 51:18,9   |
| plavecký maraton na 10 km | Charles Peterson (USA)  | 1:46:38,1 | Thomas Lurz (GER)        | 1:46:45,2 | Petar Stojčev (BUL)     | 1:46:50,4 |
| 25 km                     | David Meca (ESP)        | 5:00:21,4 | Brendan Capell (AUS)     | 5:00:23,6 | Petar Stojčev (BUL)     | 5:00:28,4 |
| Ženy                      | Zlato                   | Zlato     | Stříbro                  | Stříbro   | Bronz                   | Bronz     |
| 5 km                      | Larisa Ilčenková (RUS)  | 55:40,1   | Margaret Keefeová (USA)  | 55:44,3   | Edith van Dijková (NED) | 55:46,6   |
| plavecký maraton na 10 km | Edith van Dijková (NED) | 1:56:00,5 | Federica Vitaleová (ITA) | 1:56:02,5 | Britta Kamrauová (GER)  | 1:56:04,0 |
| 25 km                     | Edith van Dijková (NED) | 5:25:06,6 | Britta Kamrauová (GER)   | 5:25:06,9 | Laura La Pianaová (ITA) | 5:25:11,5 |

### Družstva
| Mix                    | Zlato                                                                        | Zlato      | Stříbro                                                         | Stříbro    | Bronz                                                                        | Bronz      |
| ---------------------- | ---------------------------------------------------------------------------- | ---------- | --------------------------------------------------------------- | ---------- | ---------------------------------------------------------------------------- | ---------- |
| 5 km smíšené družstvo  | Rusko (RUS) (Larisa Ilčenková, Daniil Serebrennikov, Jevgenij Dratcev)       | 2:39:13,8  | USA (USA) (Margaret Keefeová, Charles Peterson, Scott Kaufmann) | 2:39:14,4  | Itálie (ITA) (Alessia Paoloniová, Simone Ercoli, Samuele Pampana)            | 2:39:17,5  |
| 10 km smíšené družstvo | Německo (GER) (Britta Kamrauová, Thomas Lurz, Toni Franz)                    | 5:30:21,7  | USA (USA) (Erica Roseová, Charles Peterson, John Kenny)         | 5:30:48,1  | Austrálie (AUS) (Trudee Hutchinsonová, Brendan Capell, Joshua Santacaterina) | 5:31:06,1  |
| 25 km smíšené družstvo | Austrálie (AUS) (Trudee Hutchinsonová, Brendan Capell, Joshua Santacaterina) | 15:28:26,4 | Rusko (RUS) (Olesja Šalyginová, Jurij Kudinov, Anton Sanačov)   | 15:35:50,2 | Itálie (ITA) (Laura La Pianaová, Marco Formentini, Claudio Gargaro)          | 15:42:14,3 |

## Medailová bilance
V plavání na otevřené vodě se rozdělily celkem 9 sad medailí.
| Pořadí | Stát             |       | Muži    | Muži  | Muži  |         | Ženy  | Ženy  | Ženy    |       | Mix   | Mix     | Mix   |  | Muži + Ženy + Mix | Muži + Ženy + Mix | Muži + Ženy + Mix | Celkem |
| Pořadí | Stát             | Zlato | Stříbro | Bronz | Zlato | Stříbro | Bronz | Zlato | Stříbro | Bronz | Zlato | Stříbro | Bronz |  |                   |                   |                   | Celkem |
| ------ | ---------------- | ----- | ------- | ----- | ----- | ------- | ----- | ----- | ------- | ----- | ----- | ------- | ----- |  | ----------------- | ----------------- | ----------------- | ------ |
| 1.     | Německo (GER)    |       | 1       | 1     | 0     |         | 0     | 1     | 1       |       | 1     | 0       | 0     |  | 2                 | 2                 | 1                 | 5      |
| 2.     | Rusko (RUS)      |       | 0       | 0     | 0     |         | 1     | 0     | 0       |       | 1     | 1       | 0     |  | 2                 | 1                 | 0                 | 3      |
| 3.     | Nizozemsko (NED) |       | 0       | 0     | 0     |         | 2     | 0     | 1       |       | 0     | 0       | 0     |  | 2                 | 0                 | 1                 | 3      |
| 4.     | USA (USA)        |       | 1       | 1     | 0     |         | 0     | 1     | 0       |       | 0     | 2       | 0     |  | 1                 | 4                 | 0                 | 5      |
| 5.     | Austrálie (AUS)  |       | 0       | 1     | 0     |         | 0     | 0     | 0       |       | 1     | 0       | 1     |  | 1                 | 1                 | 1                 | 3      |
| 6.     | Španělsko (ESP)  |       | 1       | 0     | 0     |         | 0     | 0     | 0       |       | 0     | 0       | 0     |  | 1                 | 0                 | 0                 | 1      |
| 7.     | Itálie (ITA)     |       | 0       | 0     | 1     |         | 0     | 1     | 1       |       | 0     | 0       | 2     |  | 0                 | 1                 | 4                 | 5      |
| 8.     | Bulharsko (BUL)  |       | 0       | 0     | 2     |         | 0     | 0     | 0       |       | 0     | 0       | 0     |  | 0                 | 0                 | 2                 | 2      |
| Celkem | Celkem           |       | 3       | 3     | 3     |         | 3     | 3     | 3       |       | 3     | 3       | 3     |  | 9                 | 9                 | 9                 | 27     |